# Edward Black (Filmproduzent)
Edward Black (* 18. August 1900 in Birmingham, Vereinigtes Königreich; † 30. November 1948 in London) war ein britischer Filmproduzent, der in den 1940er Jahren einige zentrale Produktionen der Gainsborough Pictures hergestellt hatte.

## Leben und Wirken
Der Sohn eines Theaterrequisiteurs aus Birmingham stieß über seine älteren Brüder, die eine Kinokette aufbauten, zur Filmwirtschaft. Deren zweite Kinokette wurde an die General Theatre Corporation verkauft, die schließlich wiederum von dem britischen Produktionsgiganten Gaumont-British (GB) übernommen wurde. Black wurde von GB eingestellt und 1928 ins Firmenmanagement von deren Schwestergesellschaft Gainsborough Pictures bestellt. Nach Jahren der Tätigkeit eines Produktionsassistenten (1930 ff.) durfte Edward Black ab Jahresbeginn 1935 eigenständig Filme herstellen. Sein Förderer jener frühen Jahre war Michael Balcon.
In der Folgezeit stellte Black, oftmals in Zusammenarbeit mit Maurice Ostrer, eine Fülle von zum Teil kommerziell sehr erfolgreichen Gainsborough-Filmen auf die Beine, darunter anfänglich so unterschiedliche Produktionen wie das Historiendrama Tudor Rose (1936) und der Alfred-Hitchcock-Thrillerklassiker Eine Dame verschwindet (1938), vor allem aber kostengünstig hergestellte Lustspiele mit dementsprechend erprobten Darstellern wie Will Hay und Arthur Askey. Während des Zweiten Weltkriegs erfreuten sich vor allem in längst vergangenen Jahrhunderten spielende Gainsborough-Melodramen bei kriegsmüden britischen Publikum großer Beliebtheit. Unter Blacks und Ostrers Ägide wurden Margaret Lockwood, James Mason, Stewart Granger, Phyllis Calvert und John Mills zu heimischen Leinwandstars aufgebaut. Black galt auch als früherer Förderer Carol Reeds sowie des Regie-Duos Frank Launder und Sidney Gilliat. 1944 verließ er Gainsborough Pictures und schloss sich Alexander Korda an. Bis zu seinem frühen Krebstod 1948 trat Black als Produzent jedoch kaum mehr in Erscheinung.

## Filmografie
- 1935: Boys Will Be Boys
- 1936: Tudor Rose
- 1936: The Man Who Changed His Mind
- 1936: Everybody Dance
- 1937: Otto, zieh die Bremse an! (Oh, Mr Porter!)
- 1937: Good Morning, Boys
- 1937: Doctor Syn
- 1937: Jung und unschuldig (Young and Innocent)
- 1937: Bank Holiday
- 1938: Eine Dame verschwindet (The Lady Vanishes)
- 1938: Convict 99
- 1938: Crackerjack
- 1938: Hey! Hey! USA
- 1938: Owd Bob
- 1939: Inspector Hornleigh on Holiday
- 1939: A Girl Must Live
- 1939: Ask a Policeman
- 1940: For Freedom
- 1940: Neutral Port
- 1940: Night Train to Munich
- 1940: The Girl in the News
- 1941: Kipps – Roman eines einfachen Menschen (Kipps)
- 1941: Cottage to Let
- 1941: Hi, Gang!
- 1941: The Ghost Train
- 1942: The Young Mr. Pitt
- 1942: Uncensored
- 1942: We Dive at Dawn
- 1943: Miss London Ltd.
- 1943: Millions Like Us
- 1943: Der Herr in Grau (The Man in Grey)
- 1944: Gaslicht und Schatten (Fanny by Gaslight)
- 1944: 2000 Women
- 1945: Waterloo Road
- 1947: A Man About the House
- 1948: Bonnie Prince Charlie